# SS Gdańsk
SS Gdańsk – polski parowy statek pasażerski żeglugi przybrzeżnej, zbudowany przez Stocznię Gdańską (Danziger Werft) w roku 1926 na zamówienie polskiego armatora Żegluga Polska SA. Uroczyste podniesienie i poświęcenie bandery miało miejsce 19 czerwca 1927 roku. Jednostką bliźniaczą był SS "Gdynia". W sierpniu 1939 roku został zmobilizowany przez Marynarkę Wojenną jako okręt-baza ORP "Gdańsk", po czym zatopiony 2 września 1939 przez niemieckie lotnictwo.

## Historia
Wraz z rozwojem turystyki na Wybrzeżu w latach dwudziestych XX wieku rosło zapotrzebowanie na statki-wycieczkowce dla rosnącej liczby urlopowiczów. Początkowo korzystano ze statków armatorów z Wolnego Miasta Gdańska, z których najbardziej popularny był bocznokołowiec "Paul Beneke". 13 września 1926 Minister Komunikacji podpisał ze Stocznią Gdańską (dawną Stocznią Cesarską) umowę na budowę dwóch "statków pasażersko-salonowych". Jako pierwszy odebrano "Gdańsk", którego banderę podniesiono 15 czerwca 1927. Następnego dnia statek popłynął do Tczewa.
Uroczystość podniesienia i poświęcenia bandery odbyła się w niedzielę 19 czerwca 1927 w Tczewie, w obecności czterech ministrów (Eugeniusz Kwiatkowski, Paweł Romocki, Gustaw Dobrucki i Bogusław Miedziński) oraz zaproszonych gości na czele z Aleksandrą Piłsudską z córkami. Po zakończeniu ceremonii „Gdańsk” wraz oficjelami i gośćmi popłynął na Hel, a następnie do Gdyni. W rejsie towrzyszyły mu trałowce Jaskółka i Rybitwa. Stał się on w ten sposób pierwszym polskim statkiem pasażerskim. Pierwszym kapitanem był Edward Pacewicz. W sierpniu odebrano "Gdynię", a w 1928 wcielono mały, stary bocznokołowiec zalewowy "Hankę" oraz zakupione w Wielkiej Brytanii "Jadwigę" i "Wandę". W ten sposób powstała pierwsza polska "biała flota". "Gdańsk" i "Gdynia" były największymi jej statkami.
W odróżnieniu od "Gdyni", "Gdańsk" używany był głównie do komunikacji i rejsów wycieczkowych na Zatoce Gdańskiej, zazwyczaj na trasie Sopot – Hel i Gdynia – Hel, pod koniec lat 30.  Gdynia – Jastarnia. Służył też rzadziej do wycieczek do portów bałtyckich, jak Kopenhaga. Mógł zabrać do 700 pasażerów na miejscach siedzących w salonach i przestrzeni bezkabinowej na międzypokładzie. Dążenie do skonstruowania statków uniwersalnych, według założeń opracowanych przez inż. B. Bagniewskiego – do krótkich rejsów po Zatoce Gdańskiej i kilkudniowych wycieczek bałtyckich, spowodowało, że nie były one udane. Przez zastosowanie jednej śruby były mało zwrotne, miały spore zanurzenie i słabe własności morskie, nie osiągnęły też kontraktowej prędkości 12 węzłów. Na pełnym morzu, silne kołysanie było męczące dla pasażerów. Po przebudowie "Gdyni" w 1928, oba statki różniły się nieco wyglądem – "Gdynia" otrzymała wyższe burty, przechodzące w ściany nadbudówki, a "Gdańsk" pozostał w pierwotnym kształcie. 22 sierpnia 1934 "Gdańsk" miał niegroźną kolizję z norweskim statkiem "Halversen" przed Jastarnią, z winy Norwega.

## Służba jako okręt
Tuż przed wybuchem II wojny światowej, 28 sierpnia 1939 roku, statek został zmobilizowany przez Marynarkę Wojenną. Jako ORP "Gdańsk" przeznaczony został do służby pomocniczej (okręt-baza flotylli kutrów trałowych – zmobilizowanych kutrów rybackich, bez uzbrojenia). Dowództwo jego objął dotychczasowy kapitan, porucznik marynarki w stanie spoczynku Julian Laskowski, a obsadę stanowili cywile, niezmobilizowani członkowie stałej załogi. Okrętu nie zdążono przemalować i pozostał w pokojowym, białym, dobrze widocznym malowaniu.
2 września 1939 ORP "Gdańsk" był zakotwiczony w głębi Zatoki Puckiej na wysokości Mechelinek. Po godz. 11:30 został tam uszkodzony przez niemieckie bombowce nurkujące Junkers Ju 87 Stuka z dywizjonu IV/LG.1. Okręt powoli tonął na skutek bliskich trafień bomb, dzięki czemu uratowała się cała załoga, oprócz starszego oficera por. Müllera, który zginął w wypadku przy spuszczaniu łodzi. Podczas tego samego nalotu na "Gdyni" zginęło kilkadziesiąt osób. Według relacji, 4 września opuszczony i tonący okręt został osadzony na dnie w rejonie Mechelinek. W roku 1940 statek został podniesiony przez Niemców, lecz brak jest informacji odnośnie do jego ewentualnego remontu i wykorzystania. Ponownie został zatopiony przez Niemców w marcu 1945 w celu zablokowania południowego wejścia do portu w Gdyni. W 1947 został wydobyty, przeniesiony na płyciznę w inne miejsce i tam pocięty na złom.